# ميك غوردون
ميك غوردون (بالإنجليزية: Mick Gordon)‏ هو ملحن أسترالي، ولد في 9 يوليو 1985 في ماكاي في أستراليا.

## وصلات خارجية
- الموقع الرسمي
- ميك غوردون على موقع IMDb (الإنجليزية)
- ميك غوردون على موقع ميوزك برينز (الإنجليزية)
- ميك غوردون على موقع أول ميوزيك (الإنجليزية)
- ميك غوردون على موقع ديسكوغز (الإنجليزية)